# Tinción LFB

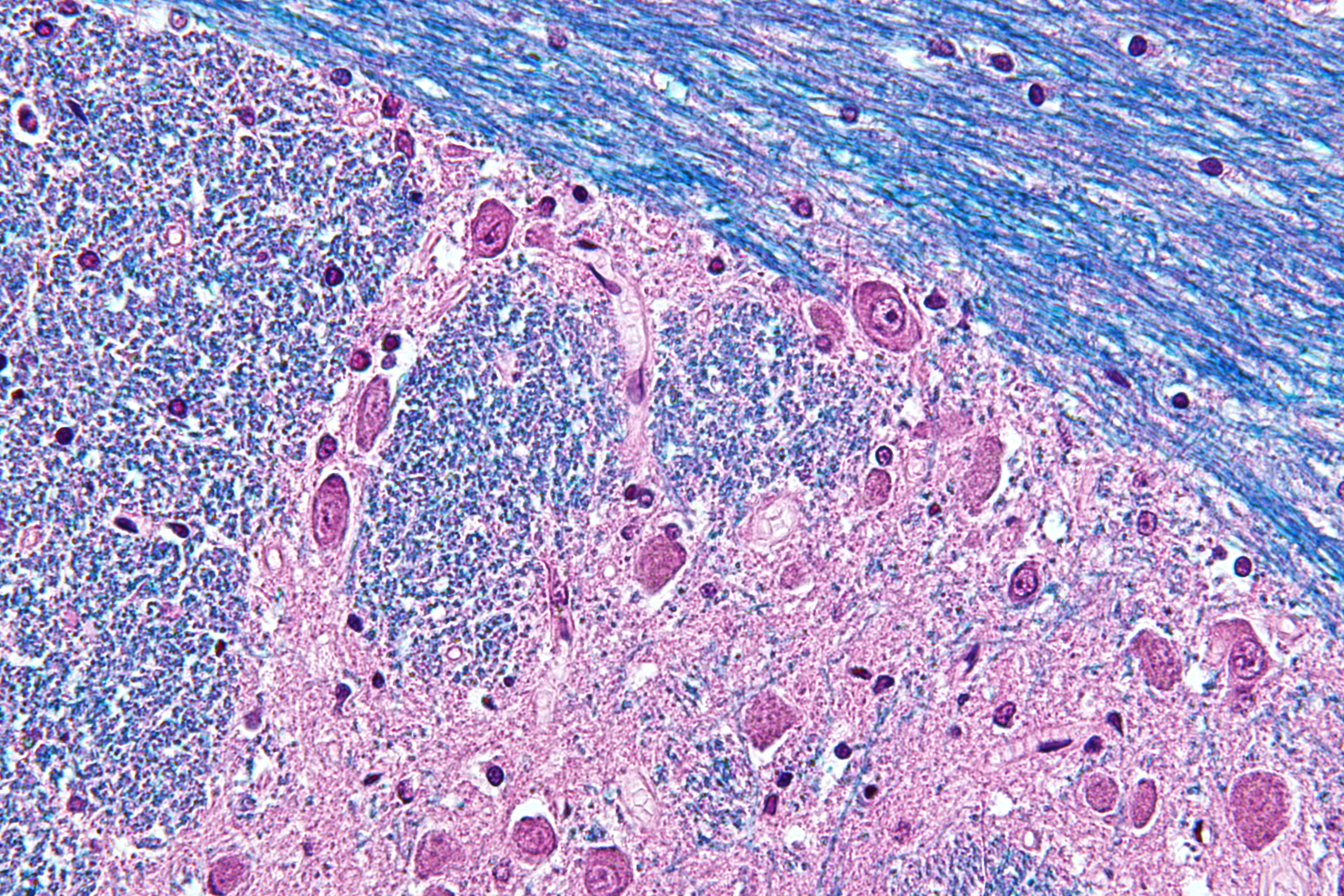
Micrografía de la protuberancia con tinción azul rápida de hematoxilina y eosina-luxol.

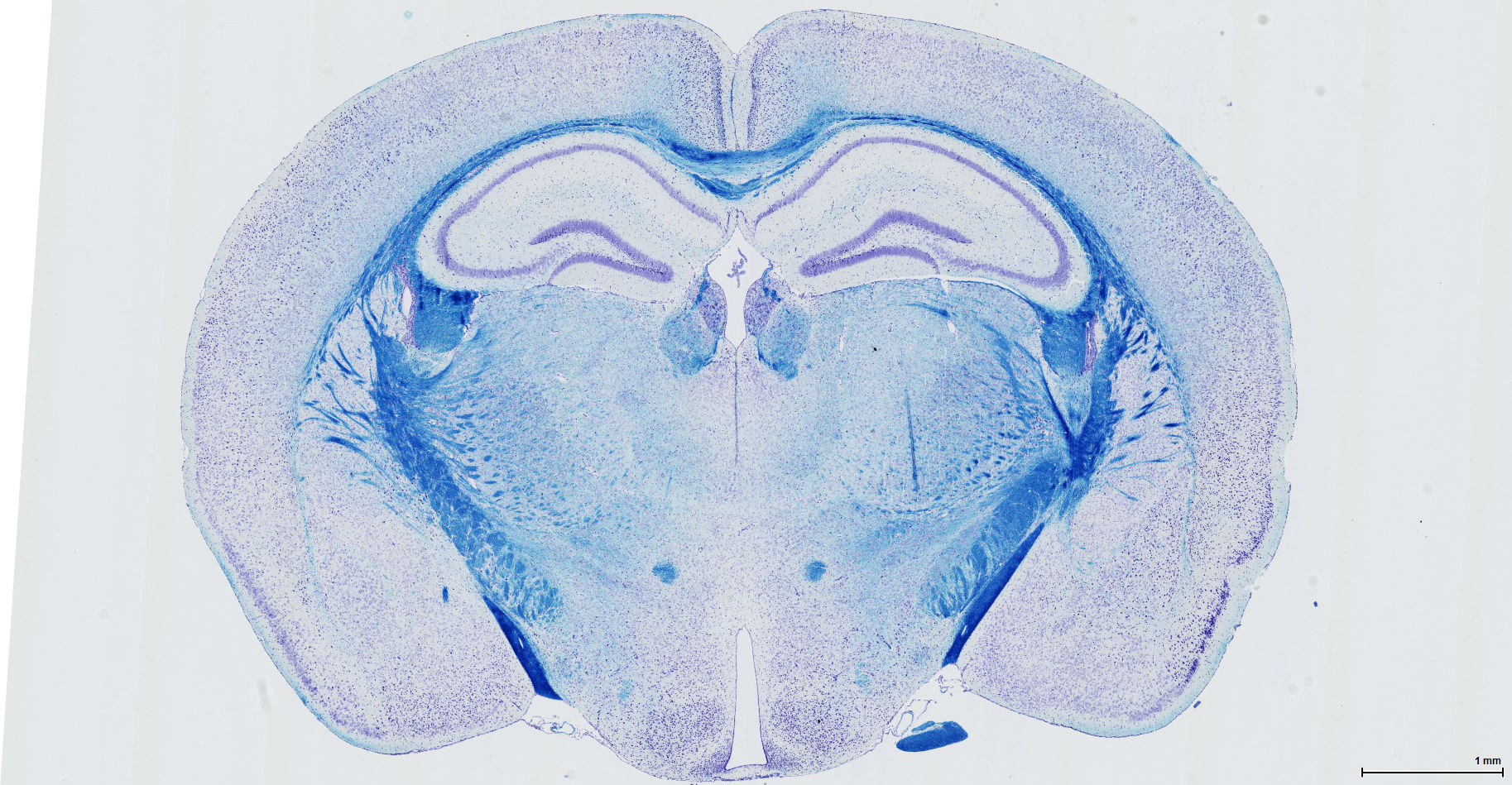
Sección coronal de un cerebro de ratón teñido con Hematoxilina & LFB

La tinción azul rápida de Luxol, abreviada tinción LFB o simplemente LFB, es una tinción comúnmente utilizada para observar la mielina bajo microscopía óptica, creada por Heinrich Klüver y Elizabeth Barrera en 1953. La LFB se utiliza habitualmente para detectar la desmielinización en el sistema nervioso central (SNC), pero no puede discernir la mielinización en el sistema nervioso periférico.

## Procedimiento
El azul rápido de Luxol es un colorante de ftalocianina de cobre que es soluble en alcohol y es atraído por las bases que se encuentran en las lipoproteínas de la vaina de mielina.
Bajo la tinción, las fibras de mielina aparecen azules, la neuropila rosa y las células nerviosas moradas. Las secciones de tejido se tratan durante un largo periodo de tiempo (normalmente toda la noche) y luego se diferencian con una solución de carbonato de litio.

## Métodos combinados
La combinación de LFB con una variedad de métodos de tinción comunes proporciona el método más útil y fiable para la demostración de procesos patológicos en el SNC.[2] A menudo se combina con la tinción H&E (hematoxilina y eosina), que se abrevia H-E-LFB, H&E-LFB. Otros métodos de tinción habituales son el ácido periódico-Schiff, el Oil Red O, el ácido fosfotúngstico y el método de nitrato de plata de Holmes.

## Estados de enfermedad
Los estudios han demostrado que, tanto en humanos como en ratones, la lesión cerebral traumática se asocia a una degeneración continua de la sustancia blanca con una supervivencia > 1 año tras la lesión..